# Eufidonia
Eufidonia is een geslacht van vlinders van de familie spanners (Geometridae), uit de onderfamilie Ennominae.

## Soorten
- E. convergaria Walker, 1860
- E. discospilata (Walker, 1862)
- E. notataria Walker, 1860